# Barbara (Künstler)
Barbara. (* in Berlin) ist das Pseudonym einer Streetart- und Aktionskünstlerin, die ursprünglich in Berlin aktiv war, dann in Heidelberg und Umgebung ihre Kunst verbreitete und mittlerweile auf Grund ihrer Bekanntheit aus Angst, ihre Anonymität zu verlieren, kaum noch in Heidelberg, sondern deutschlandweit in verschiedenen Städten aktiv ist.

## Kunst

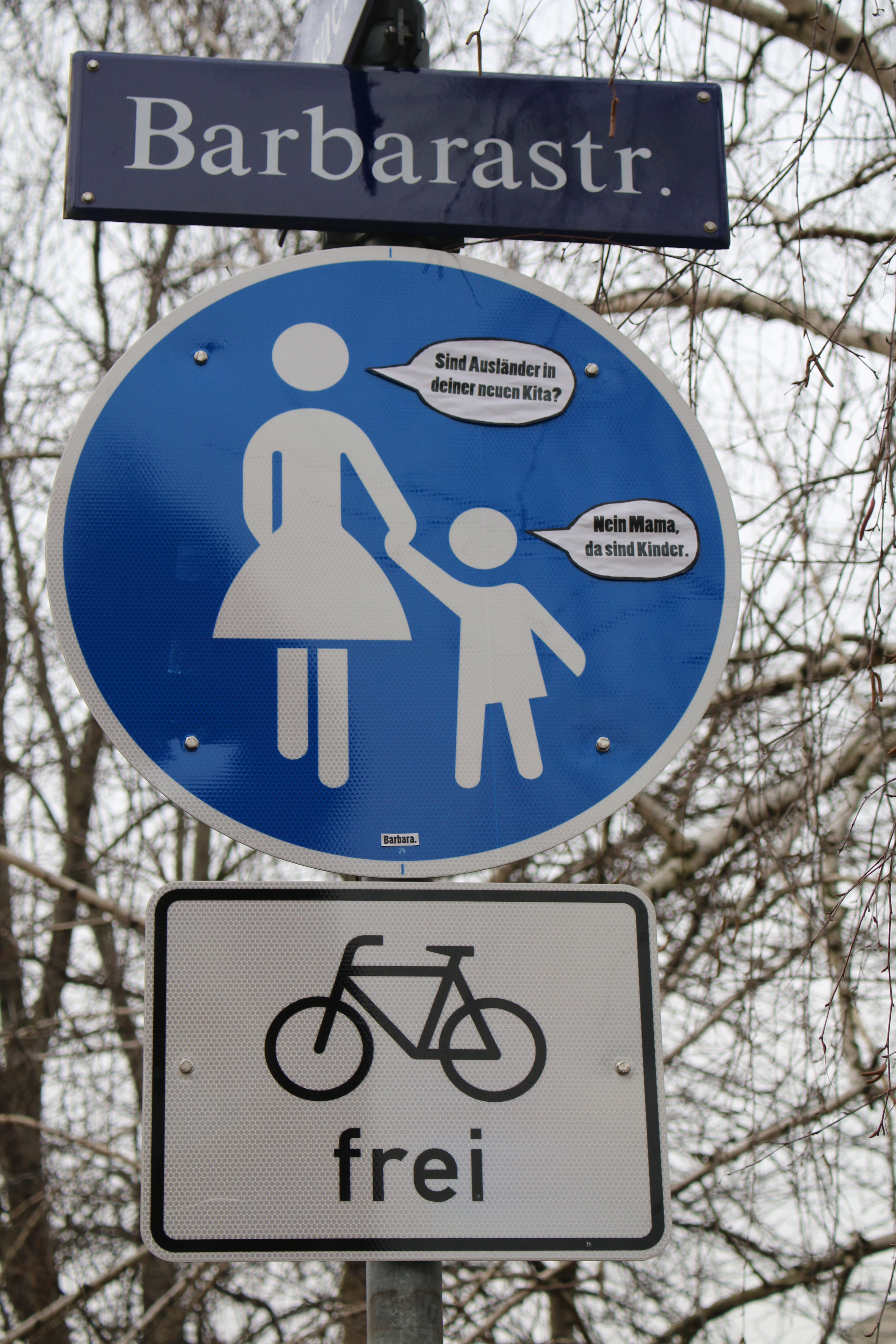
Street-art-Werk von Barbara in der Barbarastraße in Dresden

Barbara gestaltet Verbotsschilder, Hinweistafeln, Werbeplakate und Graffiti im öffentlichen Raum, indem sie sie durch andere Zettel verfremdet, ergänzt oder kommentiert. Sie verwendet dazu Computerausdrucke und bringt das Papier an dem jeweiligen Ort an. Dabei werden die ursprünglichen Schilder überklebt, aber nicht beschädigt. Fotos ihrer Werke stellt sie auf Facebook aus.
Im Interview mit Spiegel Online äußerte sie sich zu dem Sinn ihrer Kunst:

„Ich antworte gerne auf Botschaften im öffentlichen Raum. Verbotsschilder machen nur einen Teil davon aus. Reklame und Graffiti gehören auch dazu. Die Städte sind voll mit Botschaften, die meisten wollen dir etwas verkaufen oder verbieten – das fordert mich oft geradezu heraus.“

## Person
Barbara hält ihre wahre Identität verborgen. Sie präsentiert sich im Internet und auf ihren Plakaten als Frau und laut Medienberichten ist davon auszugehen, dass es sich auch tatsächlich um eine Frau handelt. Auf die Frage nach ihrem Geschlecht antwortet sie interpretationsoffen: „Ich bin ein Mensch mit dem Namen Barbara“. Bekannt ist über die gebürtige Berlinerin, dass sie aus privaten Gründen von Berlin nach Heidelberg gezogen ist und sich so auch ihr künstlerischer Wirkungskreis geändert hat.
Nach eigenen Angaben hält sie ihre Identität geheim, um nicht in irgendeiner Form eingeschränkt sein zu müssen, weil sie eventuell Gefühle verletzen könnte. In der Anonymität könne sie völlig losgelöst agieren. Lediglich eine weitere Person wisse von ihrer geheimen Identität. Nach Einschätzung der Frankfurter Allgemeinen Zeitung könnte sich hinter dem Namen Barbara aber auch ein Künstlerkollektiv verbergen.
Laut Eigenangaben betätigte sie sich schon früh als Streetart-Künstlerin. So habe sie bereits als kleines Kind Hakenkreuz-Graffiti übermalt und umgestaltet.
Mitte Januar 2018 kritisierte Barbara das Netzwerkdurchsetzungsgesetz (NetzDG). Hass und Gewalt im Netz sollten selbstverständlich eingedämmt werden. Aber Satire könne mit dem NetzDG nur noch zensiert stattfinden. Hintergrund dieser Kritik war, dass in den Wochen zuvor Facebook und Instagram Beiträge von ihr mit der Begründung gelöscht hätten, diese verstießen gegen die Gemeinschaftsstandards.

## Rezeption
Barbaras Werke machten die Künstlerin auch in Printmedien wie dem Spiegel, dem Stern, den Tagesthemen und dem österreichischen Kurier bekannt. Betroffene, wie die Stadtbehörde Heidelberg und die FDP, deren Werbeplakat die Künstlerin ironisch umwertete, reagieren mit Humor auf die Aktionen von Barbara. Die Alternative für Deutschland (AfD), der die Künstlerin im Jahr 2014 Rechtspopulismus unterstellte, sah dies als Angriff, sagte aber auch später, Politik lebe von konstruktiver Auseinandersetzung und Barbara rege mit ihren Plakaten zum Nachdenken an.

## Trivia
Die Künstlerin wählte als Mitglied der Jury des Unworts des Jahres das Unwort von 2017 mit.

## Auszeichnungen
- Grimme Online Award 2016: Ausgezeichnet in der Kategorie Spezial[12]

## Werke
- Dieser Befehlston verletzt meine Gefühle. Bastei Lübbe, Köln 2015, ISBN 978-3-7857-2541-2.
- Hass ist krass. Liebe ist krasser. Bastei Lübbe, Köln 2016, ISBN 978-3-7857-2579-5.
- Aber nicht in diesem Ton, Freundchen. Bastei Lübbe, Köln 2018, ISBN 978-3-7857-2619-8.